# Stazione di Maddaloni Superiore
Stazione di Maddaloni Superiore vasútállomás Olaszországban, Maddaloni településen.

## Vasútvonalak
Az állomást az alábbi vasútvonalak érintik:
- Nápoly–Foggia-vasútvonal

## Kapcsolódó állomások
A vasútállomáshoz az alábbi állomások vannak a legközelebb:
- Stazione di Caserta
- Stazione di Valle di Maddaloni